# Chromalizus leucorrhaphis
Chromalizus leucorrhaphis är en skalbaggsart som först beskrevs av Carl Eduard Adolph Gerstäcker 1855.
Chromalizus leucorrhaphis ingår i släktet Chromalizus och familjen långhorningar. Artens utbredningsområde är Angola, Burundi, Malawi, Moçambique, Rwanda och Zimbabwe. Inga underarter finns listade i Catalogue of Life.